# Hussein Bakri
Hussein Bakri (União da Vitória, 24 de novembro de 1965) é um relacionista público, radialista, comerciante e político brasileiro filiado ao Partido Social Democrático (PSD), atualmente deputado estadual do Paraná.

## Biografia
É filho de Ali Hussein Bakri e Amné Ali Bakri, que chegaram do Líbano no ano de 1961. É formado em Relações Públicas pelo Centro Universitário de União da Vitória. Bakri já foi vereador e prefeito do município de União da Vitória.
Em 2010 concorreu ao cargo de deputado estadual e acabou ficando na 4ª suplência. Em 2014 conseguiu ser eleito. Nas eleições de 2018, não conseguiu a reeleição, terminando na segunda suplência. Mas assumiu o mandato ainda em fevereiro de 2019. É o atual líder do governo Ratinho Junior na Assembleia Legislativa.